# Emblyna cruciata
Emblyna cruciata là một loài nhện trong họ Dictynidae.
Loài này thuộc chi Emblyna. Emblyna cruciata được James Henry Emerton miêu tả năm 1888.